# Copenhagen Sprint 2025
Copenhagen Sprint 2025 – 1. edycja wyścigu kolarskiego Copenhagen Sprint, która odbyła się 22 czerwca 2025 na trasie o długości ponad 235 kilometrów, biegnącej z Roskilde do Kopenhagi. Impreza kategorii 1.UWT była częścią UCI World Tour 2025.

## Drużyny
| WorldTeams (10)- Alpecin-Deceuninck - Arkéa-B&B Hotels - Cofidis - Lidl-Trek - Red Bull-BORA-hansgrohe - Team Jayco AlUla - Team Picnic-PostNL - Team Visma \| Lease a Bike - Bahrain-Victorious - Intermarché-Wanty ProTeams (13)- Burgos-Burpellet-BH - Caja Rural-Seguros RGA - Israel-Premier Tech - Lotto - Uno-X Mobility - Q36.5 Pro Cycling Team - Solution Tech-Vini Fantini - Team Flanders-Baloise - Team TotalEnergies - Tudor Pro Cycling Team - Unibet Tietema Rockets - Euskaltel-Euskadi - Team Polti VisitMalta Reprezentacja- Dania |
| |

### Lista startowa
| Lidl-Trek LTK                    | Lidl-Trek LTK        | Lidl-Trek LTK |
| -------------------------------- | -------------------- | ------------- |
| Nr                               | Kolarz               | Miejsce       |
| 1                                | Mads Pedersen (DEN)  | 40.           |
| 2                                | Daan Hoole (NED)     | 57.           |
| 3                                | Patrick Konrad (AUT) | 91.           |
| 4                                | Jacopo Mosca (ITA)   | 92.           |
| 5                                | Ryan Gibbons (RSA)   | 82.           |
| 6                                | Bauke Mollema (NED)  | DNF           |
| 7                                | Mathias Vacek (CZE)  | 94.           |
| Dyrektor sportowy : Kim Andersen |                      |               |

| Team Visma \| Lease a Bike TVL    | Team Visma \| Lease a Bike TVL | Team Visma \| Lease a Bike TVL |
| --------------------------------- | ------------------------------ | ------------------------------ |
| Nr                                | Kolarz                         | Miejsce                        |
| 11                                | Olav Kooij (NED)               | DNF                            |
| 12                                | Niklas Behrens (GER)           | 153.                           |
| 13                                | Per Strand Hagenes (NOR)       | DNS                            |
| 14                                | Daniel McLay (GBR)             | 24.                            |
| 15                                | Loe van Belle (NED)            | 121.                           |
| 16                                | Tosh Van der Sande (BEL)       | 120.                           |
| 17                                | Attila Valter (HUN) (szosa)    | 119.                           |
| Dyrektor sportowy : Jesper Mørkøv |                                |                                |

| Alpecin-Deceuninck ADC             | Alpecin-Deceuninck ADC      | Alpecin-Deceuninck ADC |
| ---------------------------------- | --------------------------- | ---------------------- |
| Nr                                 | Kolarz                      | Miejsce                |
| 21                                 | Tobias Bayer (AUT)          | 66.                    |
| 22                                 | Johan Price-Pejtersen (DEN) | 152.                   |
| 23                                 | Simon Dehairs (BEL)         | 78.                    |
| 24                                 | Tibor Del Grosso (NED)      | 15.                    |
| 25                                 | Luca Vergallito (ITA)       | 124.                   |
| 26                                 | Edward Planckaert (BEL)     | 117.                   |
| 27                                 | Jensen Plowright (AUS)      | 27.                    |
| Dyrektor sportowy : Rik Van Slycke |                             |                        |

| Red Bull-Bora-Hansgrohe RBH                         | Red Bull-Bora-Hansgrohe RBH | Red Bull-Bora-Hansgrohe RBH |
| --------------------------------------------------- | --------------------------- | --------------------------- |
| Nr                                                  | Kolarz                      | Miejsce                     |
| 31                                                  | Jordi Meeus (BEL)           | 1.                          |
| 32                                                  | Emil Herzog (GER)           | 154.                        |
| 33                                                  | Filip Maciejuk (POL)        | 88.                         |
| 34                                                  | Ryan Mullen (IRL)           | 69.                         |
| 35                                                  | Tim van Dijke (NED)         | 55.                         |
| 36                                                  | Giovanni Aleotti (ITA)      | 96.                         |
| 37                                                  | Nico Denz (GER)             | 129.                        |
| Dyrektor sportowy : Shane Archbold, Christian Pömer |                             |                             |

| Bahrain Victorious TBV          | Bahrain Victorious TBV    | Bahrain Victorious TBV |
| ------------------------------- | ------------------------- | ---------------------- |
| Nr                              | Kolarz                    | Miejsce                |
| 41                              | Phil Bauhaus (GER)        | 8.                     |
| 42                              | Alberto Bruttomesso (ITA) | 59.                    |
| 43                              | Robert Stannard (AUS)     | 41.                    |
| 44                              | Žak Eržen (SLO)           | 56.                    |
| 45                              | Oliver Stockwell (GBR)    | 99.                    |
| 46                              | Matevž Govekar (SLO)      | 54.                    |
| 47                              | Vlad Van Mechelen (BEL)   | 77.                    |
| Dyrektor sportowy : Borut Božič |                           |                        |

| Uno-X Mobility UXM                     | Uno-X Mobility UXM            | Uno-X Mobility UXM |
| -------------------------------------- | ----------------------------- | ------------------ |
| Nr                                     | Kolarz                        | Miejsce            |
| 51                                     | Søren Wærenskjold (NOR)       | 10.                |
| 52                                     | Erlend Blikra (NOR)           | 33.                |
| 53                                     | Stian Fredheim (NOR)          | 32.                |
| 54                                     | Henrik Breiner Pedersen (DEN) | 39.                |
| 55                                     | Carl-Frederik Bévort (DEN)    | 46.                |
| 56                                     | Rasmus Bøgh Wallin (DEN)      | 85.                |
| 57                                     | Sakarias Koller Løland (NOR)  | 64.                |
| Dyrektor sportowy : Christian Andersen |                               |                    |

| Cofidis COF                          | Cofidis COF                 | Cofidis COF |
| ------------------------------------ | --------------------------- | ----------- |
| Nr                                   | Kolarz                      | Miejsce     |
| 61                                   | Milan Fretin (BEL)          | 135.        |
| 62                                   | Stanisław Aniołkowski (POL) | 9.          |
| 63                                   | Valentin Ferron (FRA)       | DNF         |
| 64                                   | Alexis Renard (FRA)         | 2.          |
| 65                                   | Ludovic Robeet (BEL)        | 126.        |
| 66                                   | Damien Touzé (FRA)          | 144.        |
| 67                                   | Paul Ourselin (FRA)         | 37.         |
| Dyrektor sportowy : Jimmy Engoulvent |                             |             |

| Israel-Premier Tech IPT                        | Israel-Premier Tech IPT   | Israel-Premier Tech IPT |
| ---------------------------------------------- | ------------------------- | ----------------------- |
| Nr                                             | Kolarz                    | Miejsce                 |
| 71                                             | Itamar Einhorn (ISR)      | 42.                     |
| 72                                             | Hugo Hofstetter (FRA)     | 137.                    |
| 73                                             | Matis Louvel (FRA)        | 73.                     |
| 74                                             | Krists Neilands (LAT)     | 52.                     |
| 75                                             | Nadav Raisberg (ISR)      | 50.                     |
| 76                                             | Michael Schwarzmann (GER) | 63.                     |
| 77                                             | Riley Pickrell (CAN)      | 14.                     |
| Dyrektor sportowy : Óscar Guerrero, Sam Bewley |                           |                         |

| Tudor Pro Cycling Team TUD         | Tudor Pro Cycling Team TUD     | Tudor Pro Cycling Team TUD |
| ---------------------------------- | ------------------------------ | -------------------------- |
| Nr                                 | Kolarz                         | Miejsce                    |
| 81                                 | Jacob Eriksson (SWE) (szosa)   | 53.                        |
| 82                                 | Miká Heming (GER)              | 71.                        |
| 83                                 | Sebastian Kolze Changizi (DEN) | 38.                        |
| 84                                 | Alexander Krieger (GER)        | DNF                        |
| 85                                 | Rick Pluimers (NED)            | 70.                        |
| 86                                 | Fabian Weiss (SUI)             | 108.                       |
| 87                                 | Maikel Zijlaard (NED)          | DNF                        |
| Dyrektor sportowy : Marcel Sieberg |                                |                            |

| Intermarché-Wanty IWA                    | Intermarché-Wanty IWA    | Intermarché-Wanty IWA |
| ---------------------------------------- | ------------------------ | --------------------- |
| Nr                                       | Kolarz                   | Miejsce               |
| 91                                       | Taco van der Hoorn (NED) | 113.                  |
| 92                                       | Dries De Pooter (BEL)    | 72.                   |
| 93                                       | Gijs Van Hoecke (BEL)    | 44.                   |
| 94                                       | Hugo Page (FRA)          | 6.                    |
| 95                                       | Tom Paquot (BEL)         | 112.                  |
| 96                                       | Alexy Faure Prost (FRA)  | 151.                  |
| 97                                       | Laurenz Rex (BEL)        | 11.                   |
| Dyrektor sportowy : Pieter Vanspeybrouck |                          |                       |

| Team Jayco AlUla JAY                | Team Jayco AlUla JAY            | Team Jayco AlUla JAY |
| ----------------------------------- | ------------------------------- | -------------------- |
| Nr                                  | Kolarz                          | Miejsce              |
| 101                                 | Dylan Groenewegen (NED) (szosa) | 7.                   |
| 102                                 | Robert Donaldson (GBR)          | 68.                  |
| 103                                 | Christopher Juul-Jensen (DEN)   | 130.                 |
| 104                                 | Luka Mezgec (SLO)               | 101.                 |
| 105                                 | Kelland O’Brien (AUS)           | 155.                 |
| 106                                 | Elmar Reinders (NED)            | 48.                  |
| 107                                 | Anders Foldager (DEN)           | 143.                 |
| Dyrektor sportowy : Tristan Hoffman |                                 |                      |

| Q36.5 Pro Cycling Team Q36     | Q36.5 Pro Cycling Team Q36  | Q36.5 Pro Cycling Team Q36 |
| ------------------------------ | --------------------------- | -------------------------- |
| Nr                             | Kolarz                      | Miejsce                    |
| 111                            | Frederik Frison (BEL)       | 138.                       |
| 112                            | Rory Townsend (IRL)         | 145.                       |
| 113                            | Emīls Liepiņš (LAT) (szosa) | 20.                        |
| 114                            | Matteo Moschetti (ITA)      | 115.                       |
| 115                            | Giacomo Nizzolo (ITA)       | 103.                       |
| 116                            | Nicolò Parisini (ITA)       | 18.                        |
| 117                            | Kamil Małecki (POL)         | 87.                        |
| Dyrektor sportowy : Jens Zemke |                             |                            |

| Arkéa-B&B Hotels ARK              | Arkéa-B&B Hotels ARK   | Arkéa-B&B Hotels ARK |
| --------------------------------- | ---------------------- | -------------------- |
| Nr                                | Kolarz                 | Miejsce              |
| 121                               | Arnaud Démare (FRA)    | 4.                   |
| 122                               | Giosuè Epis (ITA)      | 79.                  |
| 123                               | Donavan Grondin (FRA)  | DNF                  |
| 124                               | Léandre Lozouet (FRA)  | 104.                 |
| 125                               | Luca Mozzato (ITA)     | 19.                  |
| 126                               | Miles Scotson (AUS)    | 98.                  |
| 127                               | Florian Sénéchal (FRA) | 49.                  |
| Dyrektor sportowy : Arnaud Gérard |                        |                      |

| Team TotalEnergies TEN            | Team TotalEnergies TEN  | Team TotalEnergies TEN |
| --------------------------------- | ----------------------- | ---------------------- |
| Nr                                | Kolarz                  | Miejsce                |
| 133                               | Rayan Boulahoite (FRA)  | 140.                   |
| 134                               | Fabien Doubey (FRA)     | 132.                   |
| 135                               | Émilien Jeannière (FRA) | 3.                     |
| 136                               | Lorrenzo Manzin (FRA)   | 102.                   |
| 137                               | Geoffrey Soupe (FRA)    | 90.                    |
| Dyrektor sportowy : Cyril Lemoine |                         |                        |

| Team Picnic-PostNL TPP                                  | Team Picnic-PostNL TPP     | Team Picnic-PostNL TPP |
| ------------------------------------------------------- | -------------------------- | ---------------------- |
| Nr                                                      | Kolarz                     | Miejsce                |
| 141                                                     | Tobias Lund Andresen (DEN) | 5.                     |
| 142                                                     | Julius van den Berg (NED)  | DNF                    |
| 143                                                     | Bjoern Koerdt (GBR)        | 76.                    |
| 144                                                     | Enzo Leijnse (NED)         | 122.                   |
| 145                                                     | Romain Combaud (FRA)       | 125.                   |
| 146                                                     | Niklas Märkl (GER)         | 47.                    |
| 147                                                     | Bram Welten (NED)          | DNF                    |
| Dyrektor sportowy : Asbjørn Kragh Andersen, Philip West |                            |                        |

| Lotto LOT                      | Lotto LOT                   | Lotto LOT |
| ------------------------------ | --------------------------- | --------- |
| Nr                             | Kolarz                      | Miejsce   |
| 151                            | Elia Viviani (ITA)          | 34.       |
| 152                            | Cédric Beullens (BEL)       | 51.       |
| 153                            | Jarrad Drizners (AUS)       | 97.       |
| 154                            | Milan Menten (BEL)          | 17.       |
| 155                            | Liam Slock (BEL)            | 134.      |
| 156                            | Lorenz Van De Wynkele (BEL) | 136.      |
| 157                            | Baptiste Veistroffer (FRA)  | 109.      |
| Dyrektor sportowy : Dirk Demol |                             |           |

| Caja Rural-Seguros RGA CJR                            | Caja Rural-Seguros RGA CJR | Caja Rural-Seguros RGA CJR |
| ----------------------------------------------------- | -------------------------- | -------------------------- |
| Nr                                                    | Kolarz                     | Miejsce                    |
| 161                                                   | Daniel Babor (CZE)         | 130.                       |
| 162                                                   | Alex Molenaar (NED)        | 28.                        |
| 163                                                   | Javier Ibañez (ESP)        | 107.                       |
| 164                                                   | Iúri Leitão (POR)          | 65.                        |
| 165                                                   | Eduard Prades (ESP)        | 61.                        |
| 166                                                   | Jakub Otruba (CZE)         | 60.                        |
| 167                                                   | Joseba López (ESP)         | 110.                       |
| Dyrektor sportowy : Aritz Bagües, Iñigo Altuna Maeztu |                            |                            |

| Unibet Tietema Rockets RKT      | Unibet Tietema Rockets RKT | Unibet Tietema Rockets RKT |
| ------------------------------- | -------------------------- | -------------------------- |
| Nr                              | Kolarz                     | Miejsce                    |
| 171                             | Kevin Inkelaar (NED)       | 118.                       |
| 172                             | Davide Bomboi (BEL)        | 139.                       |
| 173                             | Martijn Budding (NED)      | 21.                        |
| 174                             | Andreas Stokbro (DEN)      | 86.                        |
| 175                             | Sebastian Nielsen (DEN)    | 123.                       |
| 176                             | Charles Paige (GBR)        | 106.                       |
| 177                             | Abram Stockman (BEL)       | 36.                        |
| Dyrektor sportowy : Gaëtan Pons |                            |                            |

| Burgos-Burpellet-BH BBH       | Burgos-Burpellet-BH BBH | Burgos-Burpellet-BH BBH |
| ----------------------------- | ----------------------- | ----------------------- |
| Nr                            | Kolarz                  | Miejsce                 |
| 181                           | Rodrigo Álvarez (ESP)   | 81.                     |
| 182                           | Antonio Angulo (ESP)    | 30.                     |
| 183                           | Daniel Cavia (ESP)      | 141.                    |
| 184                           | George Jackson (NZL)    | 146.                    |
| 185                           | Vojtěch Kmínek (CZE)    | 133.                    |
| 186                           | David Martín (ESP)      | 142.                    |
| 187                           | Ángel Fuentes (ESP)     | 31.                     |
| Dyrektor sportowy : Jetse Bol |                         |                         |

| Team Solution Tech-Vini Fantini TFT | Team Solution Tech-Vini Fantini TFT | Team Solution Tech-Vini Fantini TFT |
| ----------------------------------- | ----------------------------------- | ----------------------------------- |
| Nr                                  | Kolarz                              | Miejsce                             |
| 191                                 | Kristian Sbaragli (ITA)             | 80.                                 |
| 192                                 | Joann Rolando (ITA)                 | 147.                                |
| 193                                 | Felix James Meo (NZL)               | 148.                                |
| 194                                 | Tommaso Nencini (ITA)               | 128.                                |
| 195                                 | Dušan Rajović (SRB)                 | 25.                                 |
| 196                                 | Luca Verrando (ITA)                 | 114.                                |
| 197                                 | Attilio Viviani (ITA)               | 84.                                 |
| Dyrektor sportowy : Filippo Fuochi  |                                     |                                     |

| Team Polti VisitMalta PTV                            | Team Polti VisitMalta PTV | Team Polti VisitMalta PTV |
| ---------------------------------------------------- | ------------------------- | ------------------------- |
| Nr                                                   | Kolarz                    | Miejsce                   |
| 201                                                  | Davide Bais (ITA)         | 62.                       |
| 202                                                  | Giovanni Lonardi (ITA)    | 16.                       |
| 203                                                  | Mirco Maestri (ITA)       | 29.                       |
| 204                                                  | Manuel Peñalver (ESP)     | 13.                       |
| 205                                                  | Andrea Pietrobon (ITA)    | 74.                       |
| 206                                                  | Diego Sevilla (ESP)       | 35.                       |
| 207                                                  | Samuele Zoccarato (ITA)   | 95.                       |
| Dyrektor sportowy : Giovanni Ellena, Stefano Zanatta |                           |                           |

| Euskaltel-Euskadi EUS                           | Euskaltel-Euskadi EUS          | Euskaltel-Euskadi EUS |
| ----------------------------------------------- | ------------------------------ | --------------------- |
| Nr                                              | Kolarz                         | Miejsce               |
| 211                                             | Jon Aberasturi (ESP)           | DNF                   |
| 212                                             | Xabier Berasategi (ESP)        | 26.                   |
| 213                                             | Paul Hennequin (FRA)           | 22.                   |
| 214                                             | Iker Bonillo (ESP)             | 58.                   |
| 215                                             | Andoni López de Abetxuko (ESP) | 123.                  |
| 216                                             | Gotzon Martín (ESP)            | 75.                   |
| 217                                             | Louis Sutton (GBR)             | 111.                  |
| Dyrektor sportowy : Jorge Azanza, Pablo Urtasun |                                |                       |

| Team Flanders-Baloise TFB          | Team Flanders-Baloise TFB | Team Flanders-Baloise TFB |
| ---------------------------------- | ------------------------- | ------------------------- |
| Nr                                 | Kolarz                    | Miejsce                   |
| 221                                | Vince Gerits (BEL)        | 93.                       |
| 222                                | Brem Deman (BEL)          | 67.                       |
| 223                                | Yentl Vandevelde (BEL)    | 87.                       |
| 224                                | Siebe Deweirdt (BEL)      | DNF                       |
| 225                                | Milan Lanhove (BEL)       | 105.                      |
| 226                                | Ward Vanhoof (BEL)        | 89.                       |
| 227                                | Victor Vercouillie (BEL)  | 116.                      |
| Dyrektor sportowy : Andy Missotten |                           |                           |

| Dania DEN                                           | Dania DEN                       | Dania DEN |
| --------------------------------------------------- | ------------------------------- | --------- |
| Nr                                                  | Kolarz                          | Miejsce   |
| 231                                                 | Kasper Asgreen                  | 100.      |
| 232                                                 | Mads Andersen                   | 127.      |
| 233                                                 | Niklas Larsen                   | 43.       |
| 234                                                 | Casper Pedersen                 | 45.       |
| 235                                                 | Rasmus Søjberg Pedersen (szosa) | 12.       |
| 236                                                 | Alexander Salby                 | 150.      |
| 237                                                 | Joshua Gudnitz                  | 149.      |
| Dyrektor sportowy : Michael Mørkøv, Morten Bennekou |                                 |           |

| Lidl-Trek LTK                    | Lidl-Trek LTK        | Lidl-Trek LTK |
| -------------------------------- | -------------------- | ------------- |
| Nr                               | Kolarz               | Miejsce       |
| 1                                | Mads Pedersen (DEN)  | 40.           |
| 2                                | Daan Hoole (NED)     | 57.           |
| 3                                | Patrick Konrad (AUT) | 91.           |
| 4                                | Jacopo Mosca (ITA)   | 92.           |
| 5                                | Ryan Gibbons (RSA)   | 82.           |
| 6                                | Bauke Mollema (NED)  | DNF           |
| 7                                | Mathias Vacek (CZE)  | 94.           |
| Dyrektor sportowy : Kim Andersen |                      |               |

| Team Visma \| Lease a Bike TVL    | Team Visma \| Lease a Bike TVL | Team Visma \| Lease a Bike TVL |
| --------------------------------- | ------------------------------ | ------------------------------ |
| Nr                                | Kolarz                         | Miejsce                        |
| 11                                | Olav Kooij (NED)               | DNF                            |
| 12                                | Niklas Behrens (GER)           | 153.                           |
| 13                                | Per Strand Hagenes (NOR)       | DNS                            |
| 14                                | Daniel McLay (GBR)             | 24.                            |
| 15                                | Loe van Belle (NED)            | 121.                           |
| 16                                | Tosh Van der Sande (BEL)       | 120.                           |
| 17                                | Attila Valter (HUN) (szosa)    | 119.                           |
| Dyrektor sportowy : Jesper Mørkøv |                                |                                |

| Alpecin-Deceuninck ADC             | Alpecin-Deceuninck ADC      | Alpecin-Deceuninck ADC |
| ---------------------------------- | --------------------------- | ---------------------- |
| Nr                                 | Kolarz                      | Miejsce                |
| 21                                 | Tobias Bayer (AUT)          | 66.                    |
| 22                                 | Johan Price-Pejtersen (DEN) | 152.                   |
| 23                                 | Simon Dehairs (BEL)         | 78.                    |
| 24                                 | Tibor Del Grosso (NED)      | 15.                    |
| 25                                 | Luca Vergallito (ITA)       | 124.                   |
| 26                                 | Edward Planckaert (BEL)     | 117.                   |
| 27                                 | Jensen Plowright (AUS)      | 27.                    |
| Dyrektor sportowy : Rik Van Slycke |                             |                        |

| Red Bull-Bora-Hansgrohe RBH                         | Red Bull-Bora-Hansgrohe RBH | Red Bull-Bora-Hansgrohe RBH |
| --------------------------------------------------- | --------------------------- | --------------------------- |
| Nr                                                  | Kolarz                      | Miejsce                     |
| 31                                                  | Jordi Meeus (BEL)           | 1.                          |
| 32                                                  | Emil Herzog (GER)           | 154.                        |
| 33                                                  | Filip Maciejuk (POL)        | 88.                         |
| 34                                                  | Ryan Mullen (IRL)           | 69.                         |
| 35                                                  | Tim van Dijke (NED)         | 55.                         |
| 36                                                  | Giovanni Aleotti (ITA)      | 96.                         |
| 37                                                  | Nico Denz (GER)             | 129.                        |
| Dyrektor sportowy : Shane Archbold, Christian Pömer |                             |                             |

| Bahrain Victorious TBV          | Bahrain Victorious TBV    | Bahrain Victorious TBV |
| ------------------------------- | ------------------------- | ---------------------- |
| Nr                              | Kolarz                    | Miejsce                |
| 41                              | Phil Bauhaus (GER)        | 8.                     |
| 42                              | Alberto Bruttomesso (ITA) | 59.                    |
| 43                              | Robert Stannard (AUS)     | 41.                    |
| 44                              | Žak Eržen (SLO)           | 56.                    |
| 45                              | Oliver Stockwell (GBR)    | 99.                    |
| 46                              | Matevž Govekar (SLO)      | 54.                    |
| 47                              | Vlad Van Mechelen (BEL)   | 77.                    |
| Dyrektor sportowy : Borut Božič |                           |                        |

| Uno-X Mobility UXM                     | Uno-X Mobility UXM            | Uno-X Mobility UXM |
| -------------------------------------- | ----------------------------- | ------------------ |
| Nr                                     | Kolarz                        | Miejsce            |
| 51                                     | Søren Wærenskjold (NOR)       | 10.                |
| 52                                     | Erlend Blikra (NOR)           | 33.                |
| 53                                     | Stian Fredheim (NOR)          | 32.                |
| 54                                     | Henrik Breiner Pedersen (DEN) | 39.                |
| 55                                     | Carl-Frederik Bévort (DEN)    | 46.                |
| 56                                     | Rasmus Bøgh Wallin (DEN)      | 85.                |
| 57                                     | Sakarias Koller Løland (NOR)  | 64.                |
| Dyrektor sportowy : Christian Andersen |                               |                    |

| Cofidis COF                          | Cofidis COF                 | Cofidis COF |
| ------------------------------------ | --------------------------- | ----------- |
| Nr                                   | Kolarz                      | Miejsce     |
| 61                                   | Milan Fretin (BEL)          | 135.        |
| 62                                   | Stanisław Aniołkowski (POL) | 9.          |
| 63                                   | Valentin Ferron (FRA)       | DNF         |
| 64                                   | Alexis Renard (FRA)         | 2.          |
| 65                                   | Ludovic Robeet (BEL)        | 126.        |
| 66                                   | Damien Touzé (FRA)          | 144.        |
| 67                                   | Paul Ourselin (FRA)         | 37.         |
| Dyrektor sportowy : Jimmy Engoulvent |                             |             |

| Israel-Premier Tech IPT                        | Israel-Premier Tech IPT   | Israel-Premier Tech IPT |
| ---------------------------------------------- | ------------------------- | ----------------------- |
| Nr                                             | Kolarz                    | Miejsce                 |
| 71                                             | Itamar Einhorn (ISR)      | 42.                     |
| 72                                             | Hugo Hofstetter (FRA)     | 137.                    |
| 73                                             | Matis Louvel (FRA)        | 73.                     |
| 74                                             | Krists Neilands (LAT)     | 52.                     |
| 75                                             | Nadav Raisberg (ISR)      | 50.                     |
| 76                                             | Michael Schwarzmann (GER) | 63.                     |
| 77                                             | Riley Pickrell (CAN)      | 14.                     |
| Dyrektor sportowy : Óscar Guerrero, Sam Bewley |                           |                         |

| Tudor Pro Cycling Team TUD         | Tudor Pro Cycling Team TUD     | Tudor Pro Cycling Team TUD |
| ---------------------------------- | ------------------------------ | -------------------------- |
| Nr                                 | Kolarz                         | Miejsce                    |
| 81                                 | Jacob Eriksson (SWE) (szosa)   | 53.                        |
| 82                                 | Miká Heming (GER)              | 71.                        |
| 83                                 | Sebastian Kolze Changizi (DEN) | 38.                        |
| 84                                 | Alexander Krieger (GER)        | DNF                        |
| 85                                 | Rick Pluimers (NED)            | 70.                        |
| 86                                 | Fabian Weiss (SUI)             | 108.                       |
| 87                                 | Maikel Zijlaard (NED)          | DNF                        |
| Dyrektor sportowy : Marcel Sieberg |                                |                            |

| Intermarché-Wanty IWA                    | Intermarché-Wanty IWA    | Intermarché-Wanty IWA |
| ---------------------------------------- | ------------------------ | --------------------- |
| Nr                                       | Kolarz                   | Miejsce               |
| 91                                       | Taco van der Hoorn (NED) | 113.                  |
| 92                                       | Dries De Pooter (BEL)    | 72.                   |
| 93                                       | Gijs Van Hoecke (BEL)    | 44.                   |
| 94                                       | Hugo Page (FRA)          | 6.                    |
| 95                                       | Tom Paquot (BEL)         | 112.                  |
| 96                                       | Alexy Faure Prost (FRA)  | 151.                  |
| 97                                       | Laurenz Rex (BEL)        | 11.                   |
| Dyrektor sportowy : Pieter Vanspeybrouck |                          |                       |

| Team Jayco AlUla JAY                | Team Jayco AlUla JAY            | Team Jayco AlUla JAY |
| ----------------------------------- | ------------------------------- | -------------------- |
| Nr                                  | Kolarz                          | Miejsce              |
| 101                                 | Dylan Groenewegen (NED) (szosa) | 7.                   |
| 102                                 | Robert Donaldson (GBR)          | 68.                  |
| 103                                 | Christopher Juul-Jensen (DEN)   | 130.                 |
| 104                                 | Luka Mezgec (SLO)               | 101.                 |
| 105                                 | Kelland O’Brien (AUS)           | 155.                 |
| 106                                 | Elmar Reinders (NED)            | 48.                  |
| 107                                 | Anders Foldager (DEN)           | 143.                 |
| Dyrektor sportowy : Tristan Hoffman |                                 |                      |

| Q36.5 Pro Cycling Team Q36     | Q36.5 Pro Cycling Team Q36  | Q36.5 Pro Cycling Team Q36 |
| ------------------------------ | --------------------------- | -------------------------- |
| Nr                             | Kolarz                      | Miejsce                    |
| 111                            | Frederik Frison (BEL)       | 138.                       |
| 112                            | Rory Townsend (IRL)         | 145.                       |
| 113                            | Emīls Liepiņš (LAT) (szosa) | 20.                        |
| 114                            | Matteo Moschetti (ITA)      | 115.                       |
| 115                            | Giacomo Nizzolo (ITA)       | 103.                       |
| 116                            | Nicolò Parisini (ITA)       | 18.                        |
| 117                            | Kamil Małecki (POL)         | 87.                        |
| Dyrektor sportowy : Jens Zemke |                             |                            |

| Arkéa-B&B Hotels ARK              | Arkéa-B&B Hotels ARK   | Arkéa-B&B Hotels ARK |
| --------------------------------- | ---------------------- | -------------------- |
| Nr                                | Kolarz                 | Miejsce              |
| 121                               | Arnaud Démare (FRA)    | 4.                   |
| 122                               | Giosuè Epis (ITA)      | 79.                  |
| 123                               | Donavan Grondin (FRA)  | DNF                  |
| 124                               | Léandre Lozouet (FRA)  | 104.                 |
| 125                               | Luca Mozzato (ITA)     | 19.                  |
| 126                               | Miles Scotson (AUS)    | 98.                  |
| 127                               | Florian Sénéchal (FRA) | 49.                  |
| Dyrektor sportowy : Arnaud Gérard |                        |                      |

| Team TotalEnergies TEN            | Team TotalEnergies TEN  | Team TotalEnergies TEN |
| --------------------------------- | ----------------------- | ---------------------- |
| Nr                                | Kolarz                  | Miejsce                |
| 133                               | Rayan Boulahoite (FRA)  | 140.                   |
| 134                               | Fabien Doubey (FRA)     | 132.                   |
| 135                               | Émilien Jeannière (FRA) | 3.                     |
| 136                               | Lorrenzo Manzin (FRA)   | 102.                   |
| 137                               | Geoffrey Soupe (FRA)    | 90.                    |
| Dyrektor sportowy : Cyril Lemoine |                         |                        |

| Team Picnic-PostNL TPP                                  | Team Picnic-PostNL TPP     | Team Picnic-PostNL TPP |
| ------------------------------------------------------- | -------------------------- | ---------------------- |
| Nr                                                      | Kolarz                     | Miejsce                |
| 141                                                     | Tobias Lund Andresen (DEN) | 5.                     |
| 142                                                     | Julius van den Berg (NED)  | DNF                    |
| 143                                                     | Bjoern Koerdt (GBR)        | 76.                    |
| 144                                                     | Enzo Leijnse (NED)         | 122.                   |
| 145                                                     | Romain Combaud (FRA)       | 125.                   |
| 146                                                     | Niklas Märkl (GER)         | 47.                    |
| 147                                                     | Bram Welten (NED)          | DNF                    |
| Dyrektor sportowy : Asbjørn Kragh Andersen, Philip West |                            |                        |

| Lotto LOT                      | Lotto LOT                   | Lotto LOT |
| ------------------------------ | --------------------------- | --------- |
| Nr                             | Kolarz                      | Miejsce   |
| 151                            | Elia Viviani (ITA)          | 34.       |
| 152                            | Cédric Beullens (BEL)       | 51.       |
| 153                            | Jarrad Drizners (AUS)       | 97.       |
| 154                            | Milan Menten (BEL)          | 17.       |
| 155                            | Liam Slock (BEL)            | 134.      |
| 156                            | Lorenz Van De Wynkele (BEL) | 136.      |
| 157                            | Baptiste Veistroffer (FRA)  | 109.      |
| Dyrektor sportowy : Dirk Demol |                             |           |

| Caja Rural-Seguros RGA CJR                            | Caja Rural-Seguros RGA CJR | Caja Rural-Seguros RGA CJR |
| ----------------------------------------------------- | -------------------------- | -------------------------- |
| Nr                                                    | Kolarz                     | Miejsce                    |
| 161                                                   | Daniel Babor (CZE)         | 130.                       |
| 162                                                   | Alex Molenaar (NED)        | 28.                        |
| 163                                                   | Javier Ibañez (ESP)        | 107.                       |
| 164                                                   | Iúri Leitão (POR)          | 65.                        |
| 165                                                   | Eduard Prades (ESP)        | 61.                        |
| 166                                                   | Jakub Otruba (CZE)         | 60.                        |
| 167                                                   | Joseba López (ESP)         | 110.                       |
| Dyrektor sportowy : Aritz Bagües, Iñigo Altuna Maeztu |                            |                            |

| Unibet Tietema Rockets RKT      | Unibet Tietema Rockets RKT | Unibet Tietema Rockets RKT |
| ------------------------------- | -------------------------- | -------------------------- |
| Nr                              | Kolarz                     | Miejsce                    |
| 171                             | Kevin Inkelaar (NED)       | 118.                       |
| 172                             | Davide Bomboi (BEL)        | 139.                       |
| 173                             | Martijn Budding (NED)      | 21.                        |
| 174                             | Andreas Stokbro (DEN)      | 86.                        |
| 175                             | Sebastian Nielsen (DEN)    | 123.                       |
| 176                             | Charles Paige (GBR)        | 106.                       |
| 177                             | Abram Stockman (BEL)       | 36.                        |
| Dyrektor sportowy : Gaëtan Pons |                            |                            |

| Burgos-Burpellet-BH BBH       | Burgos-Burpellet-BH BBH | Burgos-Burpellet-BH BBH |
| ----------------------------- | ----------------------- | ----------------------- |
| Nr                            | Kolarz                  | Miejsce                 |
| 181                           | Rodrigo Álvarez (ESP)   | 81.                     |
| 182                           | Antonio Angulo (ESP)    | 30.                     |
| 183                           | Daniel Cavia (ESP)      | 141.                    |
| 184                           | George Jackson (NZL)    | 146.                    |
| 185                           | Vojtěch Kmínek (CZE)    | 133.                    |
| 186                           | David Martín (ESP)      | 142.                    |
| 187                           | Ángel Fuentes (ESP)     | 31.                     |
| Dyrektor sportowy : Jetse Bol |                         |                         |

| Team Solution Tech-Vini Fantini TFT | Team Solution Tech-Vini Fantini TFT | Team Solution Tech-Vini Fantini TFT |
| ----------------------------------- | ----------------------------------- | ----------------------------------- |
| Nr                                  | Kolarz                              | Miejsce                             |
| 191                                 | Kristian Sbaragli (ITA)             | 80.                                 |
| 192                                 | Joann Rolando (ITA)                 | 147.                                |
| 193                                 | Felix James Meo (NZL)               | 148.                                |
| 194                                 | Tommaso Nencini (ITA)               | 128.                                |
| 195                                 | Dušan Rajović (SRB)                 | 25.                                 |
| 196                                 | Luca Verrando (ITA)                 | 114.                                |
| 197                                 | Attilio Viviani (ITA)               | 84.                                 |
| Dyrektor sportowy : Filippo Fuochi  |                                     |                                     |

| Team Polti VisitMalta PTV                            | Team Polti VisitMalta PTV | Team Polti VisitMalta PTV |
| ---------------------------------------------------- | ------------------------- | ------------------------- |
| Nr                                                   | Kolarz                    | Miejsce                   |
| 201                                                  | Davide Bais (ITA)         | 62.                       |
| 202                                                  | Giovanni Lonardi (ITA)    | 16.                       |
| 203                                                  | Mirco Maestri (ITA)       | 29.                       |
| 204                                                  | Manuel Peñalver (ESP)     | 13.                       |
| 205                                                  | Andrea Pietrobon (ITA)    | 74.                       |
| 206                                                  | Diego Sevilla (ESP)       | 35.                       |
| 207                                                  | Samuele Zoccarato (ITA)   | 95.                       |
| Dyrektor sportowy : Giovanni Ellena, Stefano Zanatta |                           |                           |

| Euskaltel-Euskadi EUS                           | Euskaltel-Euskadi EUS          | Euskaltel-Euskadi EUS |
| ----------------------------------------------- | ------------------------------ | --------------------- |
| Nr                                              | Kolarz                         | Miejsce               |
| 211                                             | Jon Aberasturi (ESP)           | DNF                   |
| 212                                             | Xabier Berasategi (ESP)        | 26.                   |
| 213                                             | Paul Hennequin (FRA)           | 22.                   |
| 214                                             | Iker Bonillo (ESP)             | 58.                   |
| 215                                             | Andoni López de Abetxuko (ESP) | 123.                  |
| 216                                             | Gotzon Martín (ESP)            | 75.                   |
| 217                                             | Louis Sutton (GBR)             | 111.                  |
| Dyrektor sportowy : Jorge Azanza, Pablo Urtasun |                                |                       |

| Team Flanders-Baloise TFB          | Team Flanders-Baloise TFB | Team Flanders-Baloise TFB |
| ---------------------------------- | ------------------------- | ------------------------- |
| Nr                                 | Kolarz                    | Miejsce                   |
| 221                                | Vince Gerits (BEL)        | 93.                       |
| 222                                | Brem Deman (BEL)          | 67.                       |
| 223                                | Yentl Vandevelde (BEL)    | 87.                       |
| 224                                | Siebe Deweirdt (BEL)      | DNF                       |
| 225                                | Milan Lanhove (BEL)       | 105.                      |
| 226                                | Ward Vanhoof (BEL)        | 89.                       |
| 227                                | Victor Vercouillie (BEL)  | 116.                      |
| Dyrektor sportowy : Andy Missotten |                           |                           |

| Dania DEN                                           | Dania DEN                       | Dania DEN |
| --------------------------------------------------- | ------------------------------- | --------- |
| Nr                                                  | Kolarz                          | Miejsce   |
| 231                                                 | Kasper Asgreen                  | 100.      |
| 232                                                 | Mads Andersen                   | 127.      |
| 233                                                 | Niklas Larsen                   | 43.       |
| 234                                                 | Casper Pedersen                 | 45.       |
| 235                                                 | Rasmus Søjberg Pedersen (szosa) | 12.       |
| 236                                                 | Alexander Salby                 | 150.      |
| 237                                                 | Joshua Gudnitz                  | 149.      |
| Dyrektor sportowy : Michael Mørkøv, Morten Bennekou |                                 |           |

Legenda: DNF – nie ukończył, OTL – przekroczył limit czasu, DNS – nie wystartował, DSQ – zdyskwalifikowany.

## Klasyfikacja generalna
| \| Klasyfikacja generalna \| Klasyfikacja generalna \| Klasyfikacja generalna \| Klasyfikacja generalna \| Klasyfikacja generalna \| \| Kolarz \| Kolarz \| Państwo \| Drużyna \| Czas \| \| ---------------------- \| ----------------------- \| ---------------------- \| ----------------------- \| ---------------------- \| \| 1. \| Jordi Meeus \| Belgia \| Red Bull-Bora-Hansgrohe \| 5h 01' 15" \| \| 2. \| Alexis Renard \| Francja \| Cofidis \| + 0" \| \| 3. \| Émilien Jeannière \| Francja \| Team TotalEnergies \| + 0" \| \| 4. \| Arnaud Démare \| Francja \| Arkéa-B&B Hotels \| + 0" \| \| 5. \| Tobias Lund Andresen \| Dania \| Team Picnic-PostNL \| + 0" \| \| 6. \| Hugo Page \| Francja \| Intermarché-Wanty \| + 0" \| \| 7. \| Dylan Groenewegen \| Holandia \| Team Jayco AlUla \| + 0" \| \| 8. \| Phil Bauhaus \| Niemcy \| Bahrain Victorious \| + 0" \| \| 9. \| Stanisław Aniołkowski \| Polska \| Cofidis \| + 0" \| \| 10. \| Søren Wærenskjold \| Norwegia \| Uno-X Mobility \| + 0" \| \| 11. \| Laurenz Rex \| Belgia \| Intermarché-Wanty \| + 0" \| \| 12. \| Rasmus Søjberg Pedersen \| Dania \| Dania \| + 0" \| \| 13. \| Manuel Peñalver \| Hiszpania \| Team Polti VisitMalta \| + 0" \| \| 14. \| Riley Pickrell \| Kanada \| Israel-Premier Tech \| + 0" \| \| 15. \| Tibor Del Grosso \| Holandia \| Alpecin-Deceuninck \| + 0" \| \| 16. \| Giovanni Lonardi \| Włochy \| Team Polti VisitMalta \| + 0" \| \| 17. \| Milan Menten \| Belgia \| Lotto \| + 0" \| \| 18. \| Nicolò Parisini \| Włochy \| Q36.5 Pro Cycling Team \| + 0" \| \| 19. \| Luca Mozzato \| Włochy \| Arkéa-B&B Hotels \| + 0" \| \| 20. \| Emīls Liepiņš \| Łotwa \| Q36.5 Pro Cycling Team \| + 0" \| |                         |           |                         |            |
| |                         |           |                         |            |
| Źródła: ProCyclingStats Cycling Quotient |                         |           |                         |            |
| Klasyfikacja generalna |                         |           |                         |            |
| Kolarz | Kolarz                  | Państwo   | Drużyna                 | Czas       |
| 1. | Jordi Meeus             | Belgia    | Red Bull-Bora-Hansgrohe | 5h 01' 15" |
| 2. | Alexis Renard           | Francja   | Cofidis                 | + 0"       |
| 3. | Émilien Jeannière       | Francja   | Team TotalEnergies      | + 0"       |
| 4. | Arnaud Démare           | Francja   | Arkéa-B&B Hotels        | + 0"       |
| 5. | Tobias Lund Andresen    | Dania     | Team Picnic-PostNL      | + 0"       |
| 6. | Hugo Page               | Francja   | Intermarché-Wanty       | + 0"       |
| 7. | Dylan Groenewegen       | Holandia  | Team Jayco AlUla        | + 0"       |
| 8. | Phil Bauhaus            | Niemcy    | Bahrain Victorious      | + 0"       |
| 9. | Stanisław Aniołkowski   | Polska    | Cofidis                 | + 0"       |
| 10. | Søren Wærenskjold       | Norwegia  | Uno-X Mobility          | + 0"       |
| 11. | Laurenz Rex             | Belgia    | Intermarché-Wanty       | + 0"       |
| 12. | Rasmus Søjberg Pedersen | Dania     | Dania                   | + 0"       |
| 13. | Manuel Peñalver         | Hiszpania | Team Polti VisitMalta   | + 0"       |
| 14. | Riley Pickrell          | Kanada    | Israel-Premier Tech     | + 0"       |
| 15. | Tibor Del Grosso        | Holandia  | Alpecin-Deceuninck      | + 0"       |
| 16. | Giovanni Lonardi        | Włochy    | Team Polti VisitMalta   | + 0"       |
| 17. | Milan Menten            | Belgia    | Lotto                   | + 0"       |
| 18. | Nicolò Parisini         | Włochy    | Q36.5 Pro Cycling Team  | + 0"       |
| 19. | Luca Mozzato            | Włochy    | Arkéa-B&B Hotels        | + 0"       |
| 20. | Emīls Liepiņš           | Łotwa     | Q36.5 Pro Cycling Team  | + 0"       |